# Das Bayerland

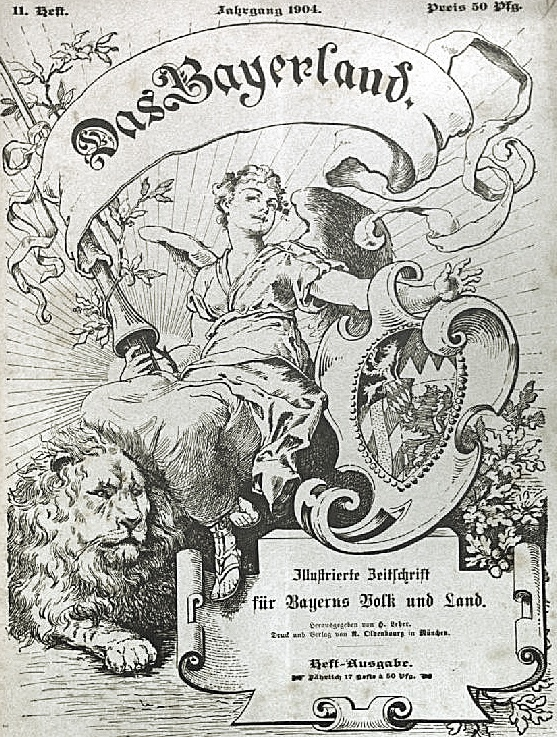
„Das Bayerland“, Titelblatt von 1904

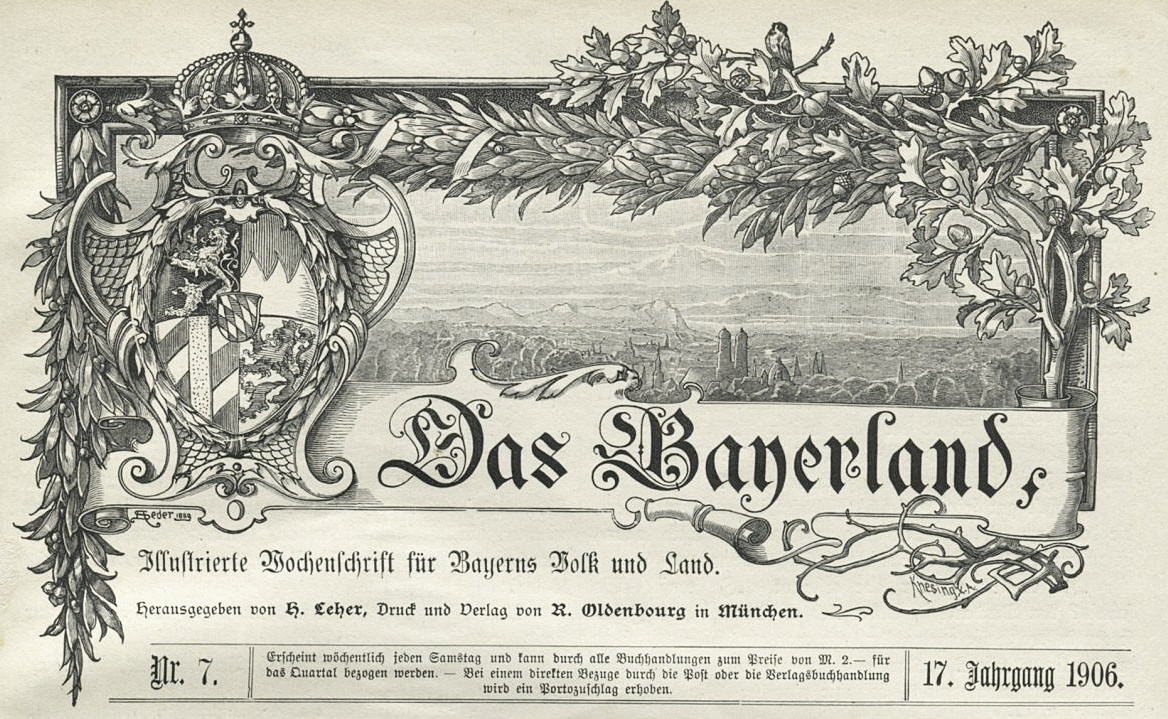
Kopf der Zeitschrift, 1906

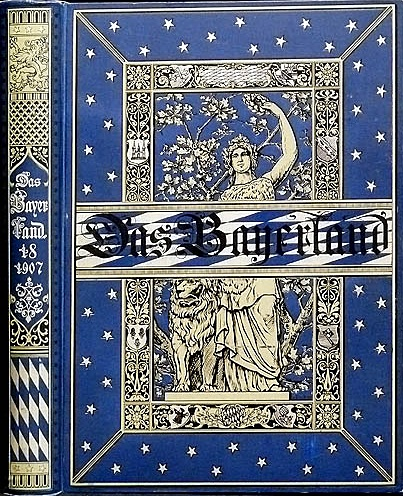
„Das Bayerland“ Jahrgangsband 1907, mit Schmuckeinband

Das Bayerland war eine illustrierte Zeitschrift mit Beiträgen zur bayerischen Kultur, Landesgeschichte und Landeskunde.

## Geschichte
Der heimatkundlich interessierte Publizist und Zeitungsredakteur Heinrich Leher (1848–1909) gründete 1889 die Illustrierte „Das Bayerland“, mit dem Untertitel „Illustrierte Wochenschrift für Bayerns Volk und Land“. Leher gehörte dem katholisch-konservativen Lager an, ohne parteipolitisch gebunden zu sein, und wollte mit seiner Zeitschrift die Heimatverbundenheit zum Königreich Bayern und seinen Landesteilen fördern. Es fanden sich darin hauptsächlich historische und landeskundliche Artikel, oft mit reichhaltiger Bebilderung. Daneben enthielt sie auch Würdigungen bzw. Nachrufe bayerischer Persönlichkeiten sowie  belletristische Beiträge, überwiegend von Martin Greif, Max Haushofer Jr., Hartwig Peetz, Otto von Schaching und Heinrich von Reder. Die Hefte konnten einzeln oder auch in Buchform, als Jahrgänge mit prachtvollem Schmuckeinband, erworben werden.
Zu Lehers Lebzeiten erschien die Publikation über lange Jahre hinweg im Oldenbourg Verlag München. Nach dem Tod des Gründers wurde die Illustrierte  fortgesetzt und kam schließlich als Halbmonatszeitschrift im eigenen Bayerland Verlag heraus. In den 1920er Jahren war Fridolin Solleder (1886–1972) der Herausgeber, seit Beginn der 1930er Jahre bis zu ihrer kriegsbedingten Einstellung 1943 der Münchner Publizist Ludwig Deubner. Unter ihm geriet die Zeitschrift ab 1933 mehr und mehr unter NS-Einfluss. Als Mitherausgeber fungierte zeitweise der Kunsthistoriker Georg Jakob Wolf (1882–1936).
Nach dem Zweiten Weltkrieg erfolgte 1952 die Wiedergründung des renommierten Blattes als Monatsschrift. Mit der Juliausgabe 1990 stellte „Das Bayerland“ sein Erscheinen ein.
Die in Das Bayerland erschienenen Fachartikel waren meist von hoher Qualität und werden oft als Quellen zitiert.